# KK Konjic
KK Konjic je bosanskohercegovački košarkaški klub iz Konjica, BIH. Seniorski tim košarkaškog kluba Konjic trenutno nastupa u A2 Ligi FBiH, dok pioniri, kadeti i juniori nastupaju u Omladinskoj ligi KSHR.

## Nastanak kluba
KK Konjic je osnovan 1968. godine, kada je grupa entuzijasta i sportskih zaljubljenika formirala košarkašku sekciju pri sportskom društvu „Partizan“, a odmah potom i košarkaški klub Konjic. U tom vremenu klub je bio prilično popularan pa je treninge, koji su se održavali na partizanovom igralištu, promatralo i po nekoliko stotina gledatelja, a utakmice i po 2000 ljudi. Prvi predsjednik kluba bio je Ratko Opančić, a košarkaše je u tom periodu je trenirao Bogdan Tanjević.

## Klupski uspjesi
- Najznačajniji uspjeh klub postiže 1983. godine, plasmanom u bivšu Republičku ligu BiH. Tada su košarkaši KK Konjica u veličanstvenoj atmosferi pobijedili Čelik iz Zenice (u Skenderiji) i tako ostvarili jedan od najznačajnijih uspjeha u predratnom razdoblju.

- Pobijedivši ekipu stolačke Iskre na županijskoj razini, klub je izborio nastup u A1 ligi BiH u kojoj je u sezoni 1998./99. zauzeo prvo mjesto i plasirao se u tadašnju Prvu ligu BiH. U društvu s Bosnom, Slobodom, Čelikom, klub se natjecao tri sezone što je svakako jedan od rezultatski najuspješnijih razdoblja.

## Vanjske poveznice
- Službena stranica kluba  Arhivirana inačica izvorne stranice od 13. travnja 2014. (Wayback Machine)